# Johannes Ullman
Johannes Magnus Ullman, född 2 mars 1877 i Haga församling, Sigtuna, död 21 september 1967 i Sigtuna, var en svensk målare, tecknare och etsare.
Han var son till biskopen Uddo Lechard Ullman och Frieda von Pievering. Ullman studerade vid Konstakademien i Stockholm 1897–1902 och bedrev självstudier i Frankrike 1902–1903. Han deltog i Svenska konstnärernas förenings utställningar i Stockholm 1901 och 1907, utställningen Svensk konst som visades i Helsingborg 1903, Slöjd och konstutställningen i Lund 1907. Han genomförde en retrospektiv utställning 1963 där han visade ett 60-tal målningar och teckningar från 1892 till mitten av 1950-talet som vid utställningens avslutande donerades till Strängnäs kommun. Hans konst består av figurer, porträtt och landskapsskildringar huvudsakligen utförda i akvarell, teckningar eller etsningar. Som illustratör medverkade han i Barnbiblioteket Saga. Ullman är representerad vid Uppsala universitetsbibliotek. Han är begravd på Gamla kyrkogården i Strängnäs.